# 1088
| Calendário gregoriano                                                        | 1088 MLXXXVIII                                       |
| Ab urbe condita                                                              | 1841                                                 |
| Calendário arménio                                                           | 537 – 538                                            |
| Calendário bahá'í                                                            | -756 – -755                                          |
| Calendário budista                                                           | 1632                                                 |
| Calendário chinês                                                            | 3784 – 3785 Início a 26 de janeiro (aproximadamente) |
| Calendário copta                                                             | 804 – 805                                            |
| Calendário etíope                                                            | 1080 – 1081                                          |
| Calendários hindus - Vikram Samvat - Calendário nacional indiano - Cáli Iuga | 1143 – 1144 1009 – 1010 4188 – 4189                  |
| Calendário Holoceno                                                          | 11088                                                |
| Calendário islâmico                                                          | 481 – 482                                            |
| Calendário judaico                                                           | 4848 – 4849                                          |
| Calendário persa                                                             | 466 – 467                                            |
| Calendário rúnico                                                            | 1338                                                 |
| Calendário solar tailandês                                                   | 1631                                                 |

1088 (MLXXXVIII, na numeração romana) foi um ano bissexto do século XI do Calendário Juliano, da Era de Cristo, e as suas letras dominicais foram  B e A (52 semanas), teve início a um sábado e terminou a um domingo.
No território que viria a ser o reino de Portugal estava em vigor a Era de César que já contava 1126 anos.
| Ano completo                      |
| --------------------------------- |
| Ano bissexto com início ao sábado |

## Eventos
- Fundação da Universidade de Bolonha, na Itália, a mais velha universidade da Europa.

## Nascimentos
- Balduíno III de Hainaut, conde de Hainaut (m. 1120).
- Guilherme IV de Borgonha foi conde de Mâcon, conde de Auxonne, conde de Viena e regente do Condado da Borgonha. (m. 27 de setembro de 1157).